# Avenida Chile (estación)
La estación sencilla Avenida Chile, hace parte del sistema de transporte masivo de Bogotá llamado TransMilenio inaugurado en el año 2000.

## Ubicación
La estación está ubicada en el sector del norte de la ciudad, más específicamente sobre la Avenida Norte-Quito-Sur entre la calle 70 y la Avenida Chile. A la estación se accede a través de dos puentes peatonales ubicados sobre estas vías. Las dos taquillas están elevadas, debido al cruce con la línea férrea del Tren de Cercanías de la Sabana de Bogotá.
Atiende la demanda de los barrios Doce de Octubre, La Merced Norte, San Fernando y sus alrededores.
En las cercanías están el Cementerio del Norte, la Plaza de Mercado 12 de Octubre, la Parroquia San Fernando Rey, el Liceo VAL (Vida Amor Luz) y el Hospital Universitario San José.

## Origen del nombre
La estación recibe su nombre de la cercana Avenida Chile. Este es un uno de los grandes ejes oriente-occidente de la ciudad, conectando los Cerros Orientales desde la carrera 5, con la carrera 110 en el occidente de Bogotá.

## Historia
En el año 2005, al ser puesta en funcionamiento la segunda troncal de la fase 2 del sistema, la troncal NQS, fue puesta en funcionamiento esta estación.
En la noche del 9 de abril de 2013, se registraron los ataque contra esta estación del sistema. En esa ocasión fueron destruidas las estaciones Avenida Chile y La Castellana de la Troncal NQS, donde dejaron $22 millones de pesos en perdidas.

## Servicios de la estación

### Servicios troncales
| Tipo                                | Rutas al Norte  | Rutas al Sur | Rutas al Occidente |
| ----------------------------------- | --------------- | ------------ | ------------------ |
| Ruta fácil                          | 4               | 4            |                    |
| Expresos todos los días todo el día | B72 C25 D22 E32 | G22 H72 L25  | F32                |
| Expresos lunes a sábado todo el día | B16             |              | K16                |

### Esquema
| ← Norte  |            |         |         |          |
| Calle 71 | D22E32     | B16C25  | 4B72    | Calle 70 |
| Puente   | Vagón 3    | Vagón 2 | Vagón 1 | Puente   |
| Puente   | Vía férrea |         |         | Puente   |
| Puente   | Vagón 3    | Vagón 2 | Vagón 1 | Puente   |
| Calle 71 | F32G22     | K16L25  | 4H72    | Calle 70 |
| Sur →    |            |         |         |          |

### Servicios urbanos
Así mismo funcionan las siguientes rutas urbanas del SITP en los costados externos a la estación, circulando por los carriles de tráfico mixto sobre la Avenida NQS, con posibilidad de trasbordo usando la tarjeta TuLlave:
| Código | Sector               | Dirección        | Rutas                                 |
| ------ | -------------------- | ---------------- | ------------------------------------- |
| 772A00 | A Estación Av. Chile | Av. NQS - CL 70  | A708B608B631B995 191 599 T11 T26 T163 |
| 178A00 | A Estación Av. Chile | Av. NQS - CL 71C | A708B608B631B995 191 599 T11 T26 T163 |
| 431A05 | D Estación Av. Chile | Av. NQS - CL 70  | D995H608H631H708 191 599 T11 T26 T163 |
| 079A04 | D Br. 12 de Octubre  | Av. NQS - CL 71  | D995H608H631H708 191 599 T11 T26 T163 |

## Ubicación geográfica
| Noroeste: Barrios Unidos | Norte: E NQS Calle 75 - Zona M | Nordeste: Barrios Unidos |
| Oeste: Barrios Unidos    |                                | Este: A Calle 72         |
| Suroeste: Barrios Unidos | Sur: E 7 de Agosto             | Sureste: Barrios Unidos  |